# Формула Бретшнайдера

Чотирикутник

У геометрії формулою Бретшнайдера є наступний вираз для обчислення площі загального чотирикутника : 
{\displaystyle S={\sqrt {(p-a)(p-b)(p-c)(p-d)-abcd\cdot \cos ^{2}\left({\frac {\alpha +\gamma }{2}}\right)}}}
{\displaystyle ={\sqrt {(p-a)(p-b)(p-c)(p-d)-{\tfrac {1}{2}}abcd[1+\cos(\alpha +\gamma )]}}.}
Тут a , b , c , d - сторони чотирикутника, p - півпериметр , а α і γ - два протилежні кути. 
Формулу Бретшнайдера можна застосовувати для обчислення площі будь-якого чотирикутника. 
Німецький математик Карл Антон Бретшнайдер відкрив формулу в 1842 році.  У тому ж році формулу отримав і німецький математик Карл Георг Крістіан фон Штаудт. 

## Доведення
Позначимо площу чотирикутника за S. Тоді ми маємо 
{\displaystyle {\begin{aligned}S&={\text{площа }}\triangle ADB+{\text{площа }}\triangle BDC\\&={\frac {ad\sin \alpha }{2}}+{\frac {bc\sin \gamma }{2}}.\end{aligned}}}
Тому 
{\displaystyle 2S=(ad)\sin \alpha +(bc)\sin \gamma .}
{\displaystyle 4S^{2}=(ad)^{2}\sin ^{2}\alpha +(bc)^{2}\sin ^{2}\gamma +2abcd\sin \alpha \sin \gamma .}
З теореми косинусів випливає, що 
{\displaystyle a^{2}+d^{2}-2ad\cos \alpha =b^{2}+c^{2}-2bc\cos \gamma ,}
оскільки обидві сторони дорівнюють квадрату довжини діагоналі BD.  Це можна записати як 
{\displaystyle {\frac {(a^{2}+d^{2}-b^{2}-c^{2})^{2}}{4}}=(ad)^{2}\cos ^{2}\alpha +(bc)^{2}\cos ^{2}\gamma -2abcd\cos \alpha \cos \gamma .}
Додавання цього до вищенаведеної формули для 4S2 дає 
{\displaystyle {\begin{aligned}4S^{2}+{\frac {(a^{2}+d^{2}-b^{2}-c^{2})^{2}}{4}}&=(ad)^{2}+(bc)^{2}-2abcd\cos(\alpha +\gamma )\\&=(ad+bc)^{2}-2abcd-2abcd\cos(\alpha +\gamma )\\&=(ad+bc)^{2}-2abcd(\cos(\alpha +\gamma )+1)\\&=(ad+bc)^{2}-4abcd\left({\frac {\cos(\alpha +\gamma )+1}{2}}\right)\\&=(ad+bc)^{2}-4abcd\cos ^{2}\left({\frac {\alpha +\gamma }{2}}\right).\end{aligned}}}
Зауважте, що: {\displaystyle \cos ^{2}{\frac {\alpha +\gamma }{2}}={\frac {1+\cos(\alpha +\gamma )}{2}}} (тригонометрична тотожність правильна для всіх {\displaystyle {\frac {\alpha +\gamma }{2}}}) 
Слідуючи тими ж кроками, що й у формулі Брахмагупти, це можна записати так 
{\displaystyle 16S^{2}=(a+b+c-d)(a+b-c+d)(a-b+c+d)(-a+b+c+d)-16abcd\cos ^{2}\left({\frac {\alpha +\gamma }{2}}\right).}
Введемо півпериметр 
{\displaystyle p={\frac {a+b+c+d}{2}},}
отримуємо 
{\displaystyle 16S^{2}=16(p-d)(p-c)(p-b)(p-a)-16abcd\cos ^{2}\left({\frac {\alpha +\gamma }{2}}\right)}
{\displaystyle S^{2}=(p-a)(p-b)(p-c)(p-d)-abcd\cos ^{2}\left({\frac {\alpha +\gamma }{2}}\right)}
формула Бретшнайдера випливає після взяття квадратного кореня з обох сторін: 
{\displaystyle S={\sqrt {(p-a)(p-b)(p-c)(p-d)-abcd\cdot \cos ^{2}\left({\frac {\alpha +\gamma }{2}}\right)}}}

## Пов'язані формули
Формула Бретшнайдера узагальнює формулу Брахмагупти для площі вписаного чотирикутника, яка у свою чергу узагальнює формулу Герона для площі трикутника. 
Тригонометричне перетворення у формулі Бретшнайдера для невписаного чотирикутника може бути подано нетригонометрично в термінах сторін та діагоналей e та f  
{\displaystyle {\begin{aligned}S&={\tfrac {1}{4}}{\sqrt {4e^{2}f^{2}-(b^{2}+d^{2}-a^{2}-c^{2})^{2}}}\\&={\sqrt {(p-a)(p-b)(p-c)(p-d)-{\tfrac {1}{4}}(ac+bd+ef)(ac+bd-ef)}}.\end{aligned}}}